# Glissements de terrain à Wayanad en 2024
Les glissements de terrain de Wayanad en 2024 sont les multiples glissements de terrain survenus dans les villages de Punjirimattom, Mundakkai, Chooralmala, Attamala, Meppadi et Kunhome du district de Wayanad, dans le Kerala, en Inde, aux premières heures du 30 juillet 2024. De fortes pluies provoquent l'effondrement des flancs des collines, entraînant des torrents de boue, d'eau et de rochers tombant en cascade sur la zone. Les glissements de terrain marquent l'une des catastrophes naturelles les plus meurtrières de l'histoire du Kerala avec des rapports initiaux faisant état d'au moins 413 morts (224 cadavres et 189 parties de corps totalisant 413), plus de 273 blessés et 150 disparus,. Ces glissements de terrain font partie des nombreux événements météorologiques extrêmes survenus en Inde ces dernières années.

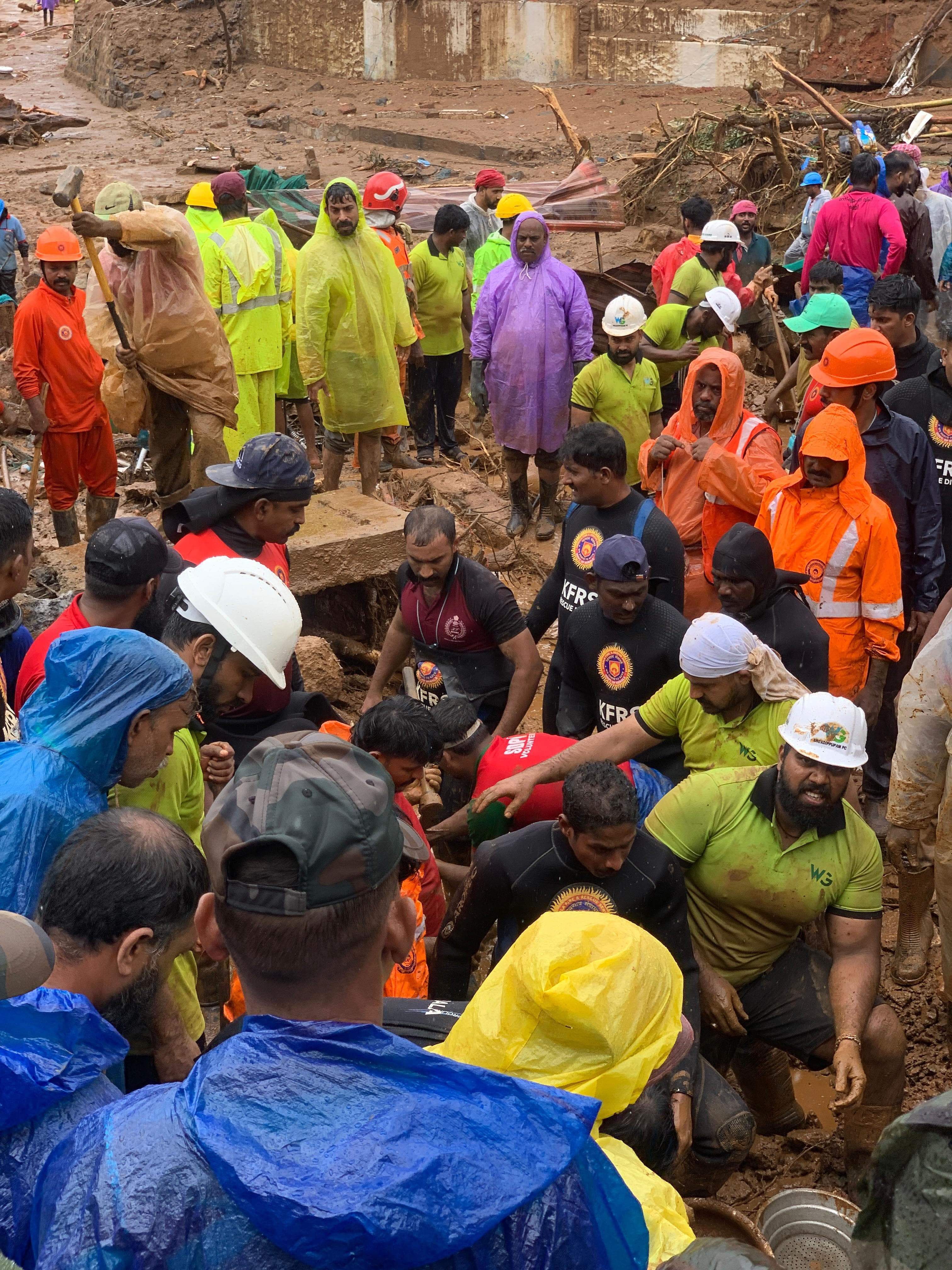
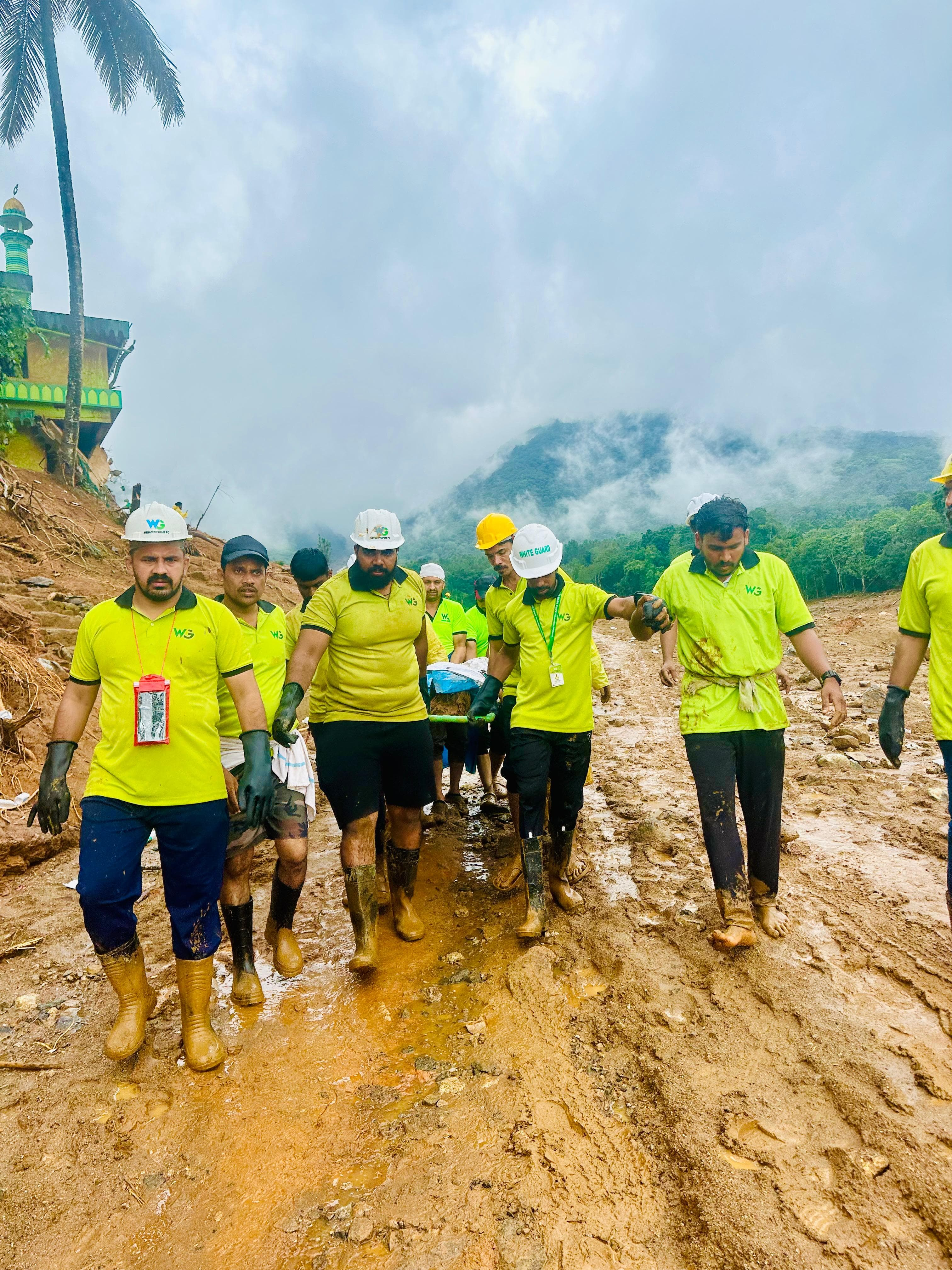
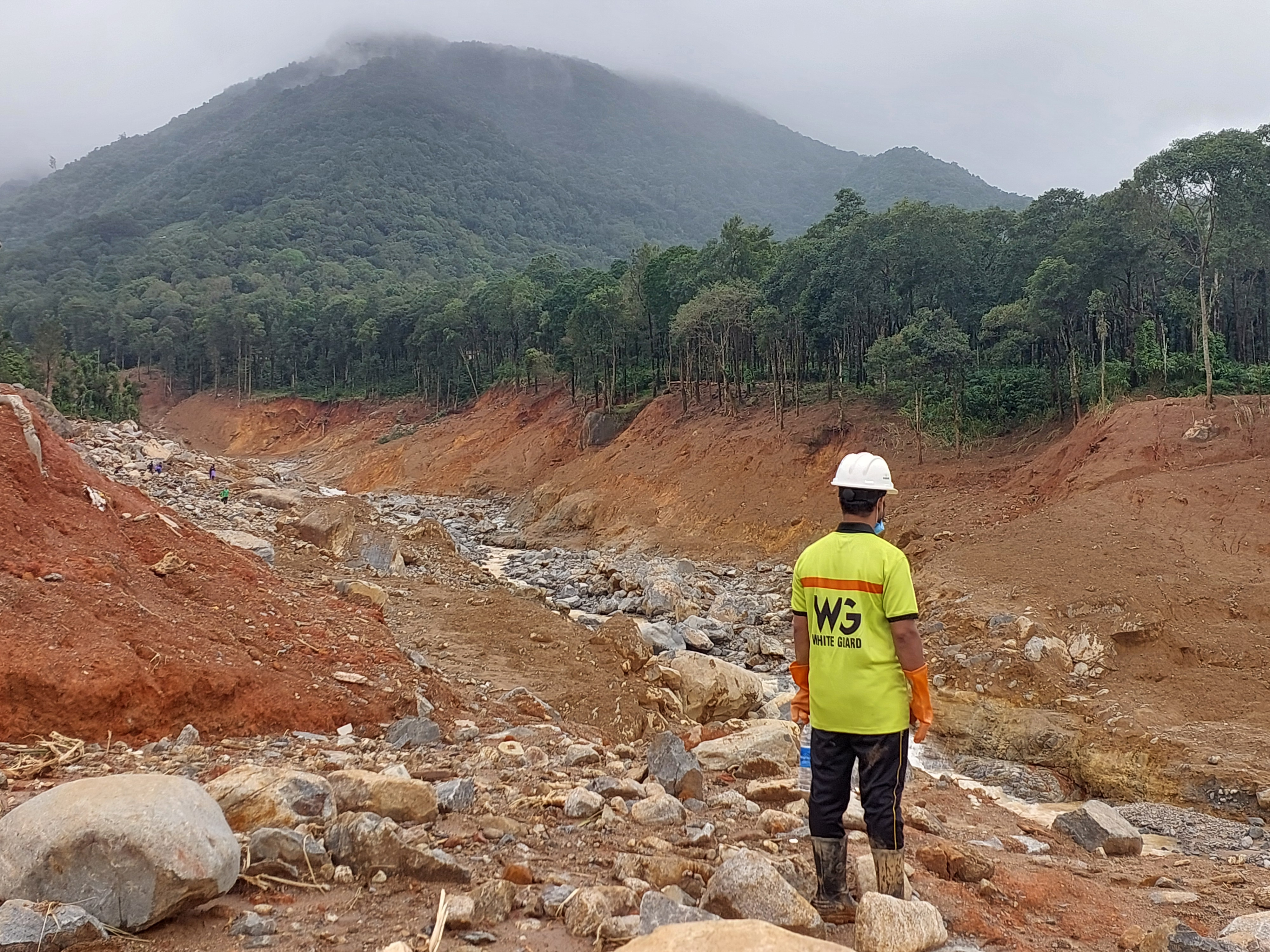
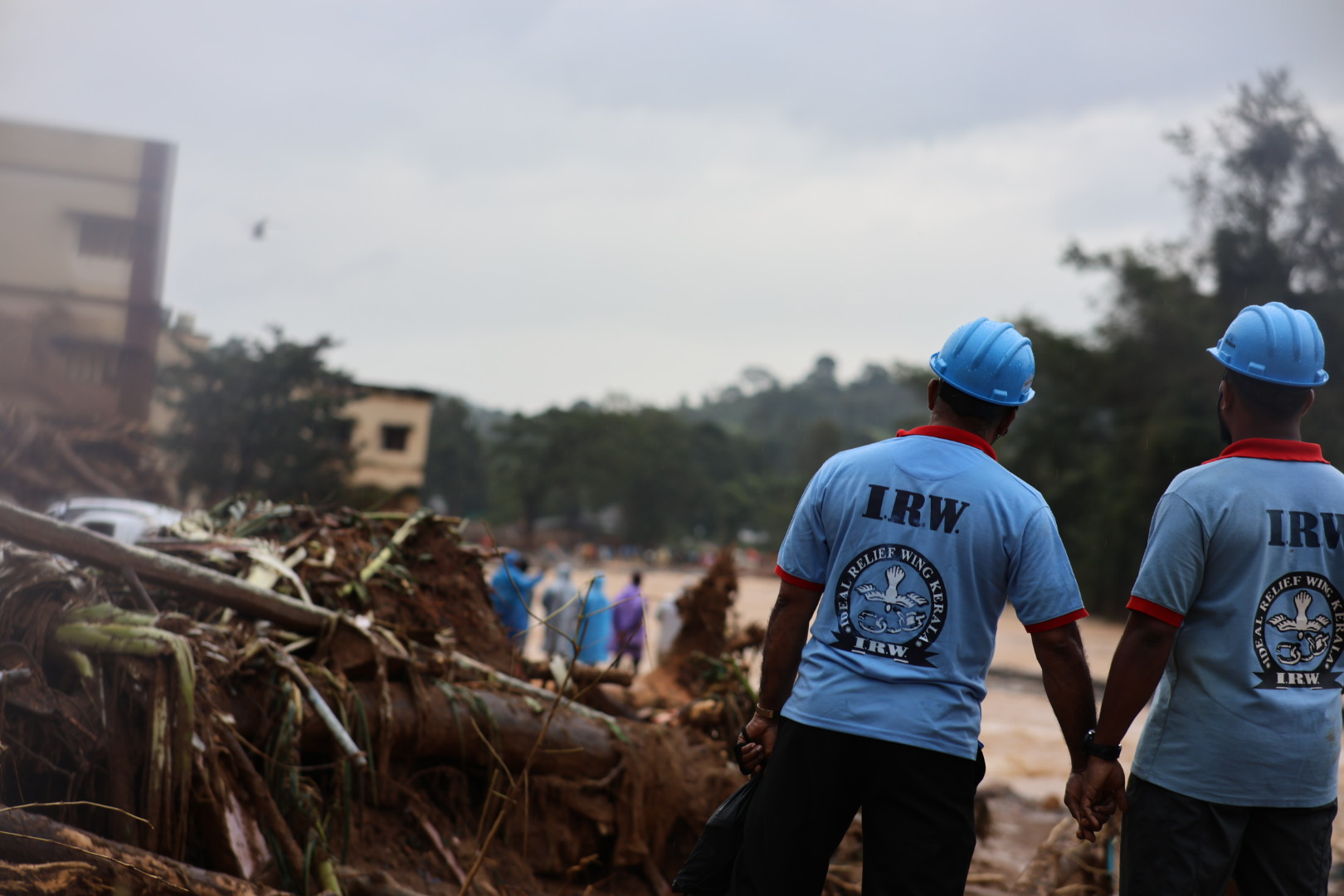
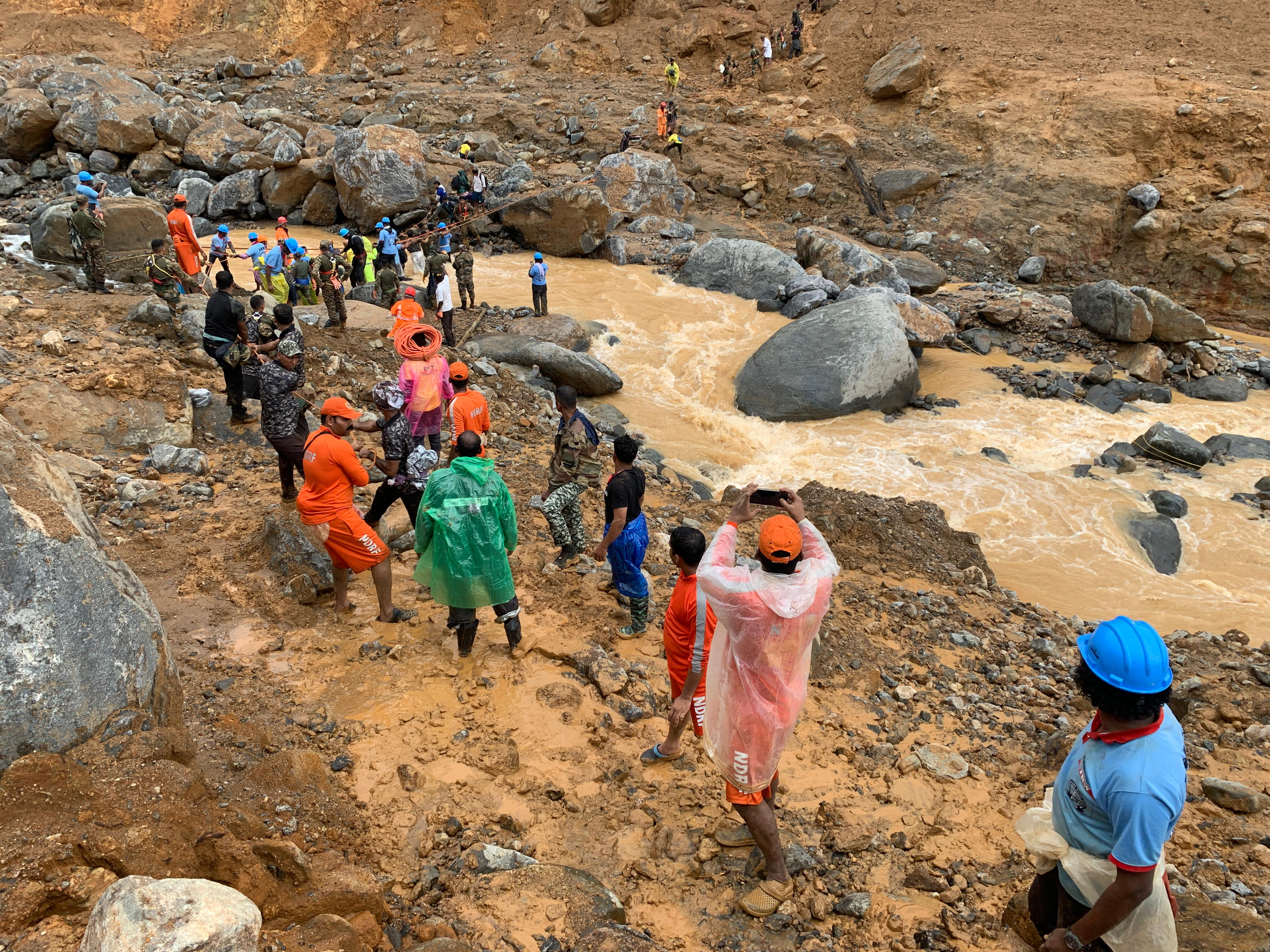
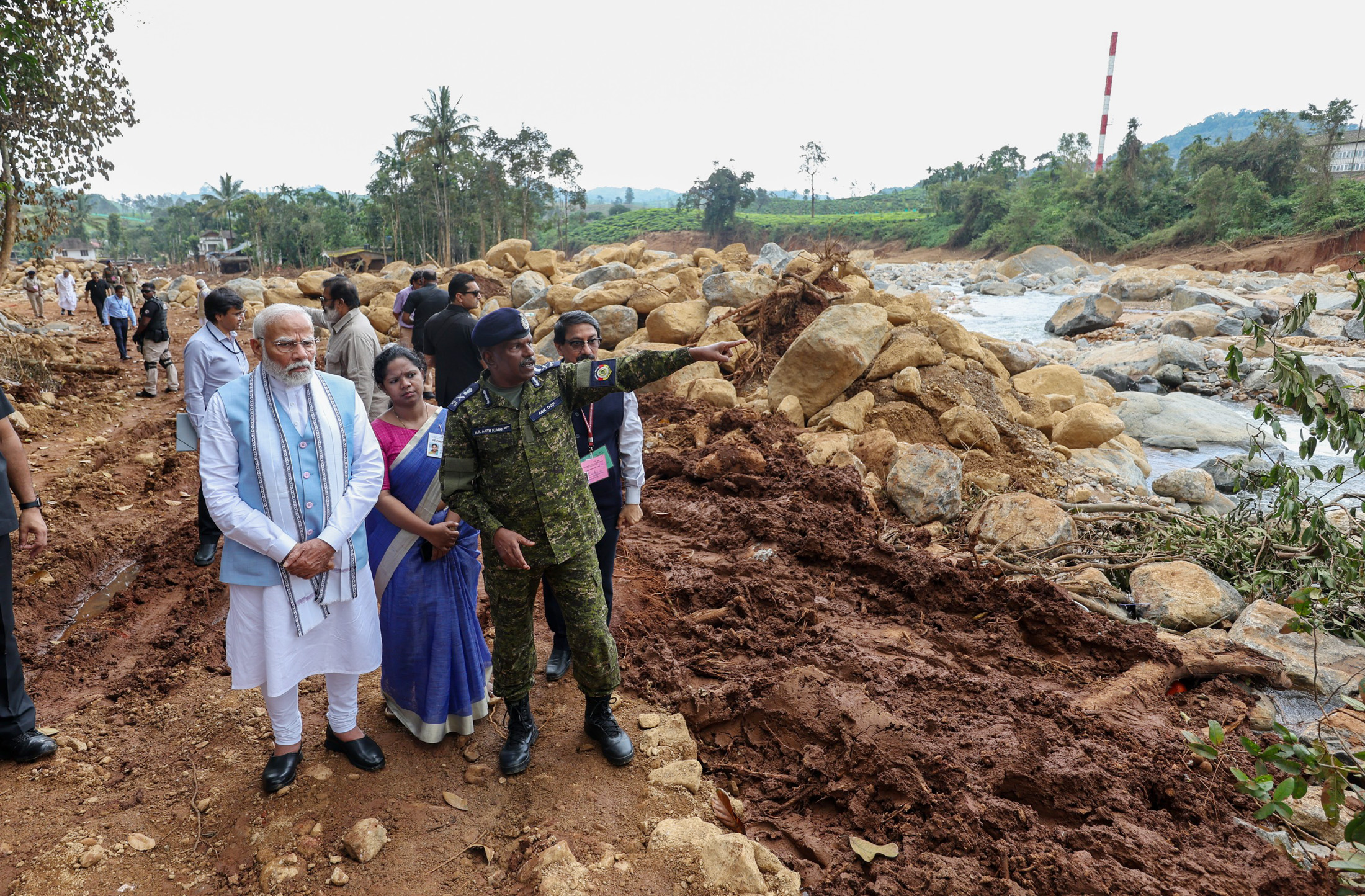